# Земплінске Ястраб'є
Земплінске Ястраб'є (словац. Zemplínske Jastrabie, угор. Magyarsas) — село в Словаччині в Требішовському окрузі Кошицького краю. Село розташоване на висоті 115 м над рівнем моря. Населення — 641 чол. (2006). Переважна більшість населення — словаки (98 %). Вперше згадується в 1272 році. В селі є бібліотека та футбольне поле.

## Населення
| Рік:            | 1994. | 2004.   | 2014.   | 2024.   |
| --------------- | ----- | ------- | ------- | ------- |
| Кількість осіб: | 582   | 633     | 665     | 651     |
| Різниця:        |       | +8,76 % | +5,05 % | -2,10 % |

| Рік:            | 2023. | 2024.   |
| --------------- | ----- | ------- |
| Кількість осіб: | 643   | 651     |
| Різниця:        |       | +1,24 % |